# 1974-es labdarúgó-világbajnokság-selejtező (CAF)
Az 1974-es labdarúgó-világbajnokság selejtezőjének CAF-zónájában összesen 24 nemzet versenyzett az 1 világbajnoki helyért. Madagaszkár és Gabon visszalépett, így az ellenfeleik játék nélkül jutottak a következő fordulóba.

## Lebonyolítás
- Első forduló: a 24 csapatot összepárosították, és oda-visszavágós alapon döntötték el a továbbjutó helyek sorsát. Mauritius és Kamerun játék nélkül jutott be a második fordulóba.
- Második és harmadik forduló: a továbbjutó csapatok ugyanúgy egyenes kieséses rendszerben kerültek összepárosításra és a párharcok győztesei bejutottak a következő fordulóba.
- Negyedik forduló: A 3 legjobb csapat került be, ahol egyenes kieséses rendszerben, oda-visszavágós alapon, hazai pályán és idegenben is megmérkőztek és a győztes kijutott az 1974-es világbajnokságra.

## Első forduló
| 1. csapat    | Össz.Tooltip Aggregate score | 2. csapat        | 1. mérk. | 2. mérk. |
| ------------ | ---------------------------- | ---------------- | -------- | -------- |
| Marokkó      | 2–1                          | Szenegál         | 0–0      | 2–1      |
| Algéria      | 2–5                          | Guinea           | 1–0      | 1–5      |
| Egyiptom     | 2–3                          | Tunézia          | 2–1      | 0–2      |
| Sierra Leone | 0–3                          | Elefántcsontpart | 0–1      | 0–2      |
| Kenya        | 2–1                          | Szudán           | 2–0      | 0–1      |
| Tanzánia     | 1–4                          | Etiópia          | 1–1      | 0–0      |
| Lesotho      | 1–6                          | Zambia           | 0–0      | 1–6      |
| Nigéria      | 3–2                          | Kongó            | 2–1      | 1–1      |
| Dahomey      | 1–10                         | Ghána            | 0–5      | 1–5      |
| Togo         | 0–4                          | Zaire            | 0–0      | 0–4      |
| Mauritius    | játék nélkül1                | Madagaszkár      | —        | —        |
| Kamerun      | játék nélkül2                | Gabon            | —        | —        |

1 Madagaszkár visszalépett.
2 Gabon visszalépett.

## Második forduló
| 1. csapat | Össz.Tooltip Aggregate score | 2. csapat        | 1. mérk. | 2. mérk. |
| --------- | ---------------------------- | ---------------- | -------- | -------- |
| Guinea    | 1–3                          | Marokkó          | 1–1      | 0–2      |
| Tunézia   | 2–3                          | Elefántcsontpart | 1–1      | 1–2      |
| Mauritius | 3–5                          | Kenya            | 1–3      | 2–2      |
| Etiópia   | 2–4                          | Zambia           | 0–0      | 2–4      |
| Nigéria   | 0–2                          | Ghána            | 0–2      | 0–0      |
| Kamerun   | 1–3                          | Zaire            | 0–1      | 1–1      |

## Harmadik forduló
| 1. csapat        | Össz.Tooltip Aggregate score | 2. csapat | 1. mérk. | 2. mérk. |
| ---------------- | ---------------------------- | --------- | -------- | -------- |
| Elefántcsontpart | 2–5                          | Marokkó   | 1–1      | 1–4      |
| Zambia           | 4–2                          | Kenya     | 2–0      | 2–2      |
| Ghána            | 2–4                          | Zaire     | 1–0      | 1–4      |

## Negyedik forduló
| Hely. | Csapat  | M | Gy | D | V | G+ | G– | Gk | P |                                      |     | Zaire | Zambia | Marokkó |
| ----- | ------- | - | -- | - | - | -- | -- | -- | - | ------------------------------------ | --- | ----- | ------ | ------- |
| 1.    | Zaire   | 4 | 4  | 0 | 0 | 9  | 1  | +8 | 8 | Kijutott az 1974-es világbajnokságra |     | —     | 2–1    | 3–0     |
| 2.    | Zambia  | 4 | 1  | 0 | 3 | 5  | 6  | −1 | 2 |                                      |     | 0–2   | —      | 4–0     |
| 3.    | Marokkó | 4 | 1  | 0 | 3 | 2  | 9  | −7 | 2 |                                      | 0–2 | 2–0   | —      |         |

| 1973. október 21. |

| Zambia                                   | 4–0         | Marokkó |
| ---------------------------------------- | ----------- | ------- |
| Sinyangwe 17' 90' Simwala 43' Chanda 61' | Jegyzőkönyv |         |

| Április 7. Stadion, Lusaka Nézőszám: 37 239 Játékvezető: Tesfaye Gebreyesus (etióp) |

| 1973. november 4. |

| Zambia | 0–2         | Zaire                 |
| ------ | ----------- | --------------------- |
|        | Jegyzőkönyv | Mayanga 22' Etepé 33' |

| Április 7. Stadion, Lusaka Nézőszám: 33 793 Játékvezető: Farah Weheliye Addo (szomáliai) |

| 1973. november 18. |

| Zaire               | 2–1         | Zambia     |
| ------------------- | ----------- | ---------- |
| Kembo 32' Etepé 82' | Jegyzőkönyv | Kapita 33' |

| Május 20. Stadion, Kinshasa Nézőszám: 6050 Játékvezető: Badara N'Diaye (szenegáli) |

| 1973. november 25. |

| Marokkó               | 2–0         | Zambia |
| --------------------- | ----------- | ------ |
| Magfúr 14' Farasz 70' | Jegyzőkönyv |        |

| Saniat Rmel Stadion, Tetuán Nézőszám: 5456 Játékvezető: Mohamed Diab El-Attar (egyiptomi) |

| 1973. december 9. |

| Zaire                   | 3–0         | Marokkó |
| ----------------------- | ----------- | ------- |
| Kembo 58' 61' Ekofa 79' | Jegyzőkönyv |         |

| Május 20. Stadion, Kinshasa Nézőszám: 70 750 Játékvezető: George Lamptey (ghánai) |

| 1973. december 23. |

| Marokkó | 0–2 (játék nélkül)1 | Zaire |
| ------- | ------------------- | ----- |
|         |                     |       |

| El-Basir Stadion, Mohammedia |

1 Marokkó a mérkőzést megelőzően visszalépett a sorozattól és ennek értelmében a FIFA a 2–0-ás végeredményt Zairének írta jóvá.

## Kijutott csapatok
Az alábbi csapat jutott ki a CAF-zónából az 1974-es labdarúgó-világbajnokságra.
| Csapat | Kijutás               | Kijutás dátuma    | Korábbi részvételek a világbajnokságon |
| ------ | --------------------- | ----------------- | -------------------------------------- |
| Zaire  | A 4. forduló győztese | 1973. december 9. | 0 (debütálás)                          |